# Ampelopsis celebica
Ampelopsis celebica är en vinväxtart som beskrevs av Karl Suessenguth. Ampelopsis celebica ingår i släktet Ampelopsis och familjen vinväxter. Inga underarter finns listade i Catalogue of Life.